# Gisela Harbeck
Gisela Harbeck (geboren 1. Februar 1938) ist eine deutsche Juristin. Sie war von 1995 bis 2002 Richterin am Bundessozialgericht in Kassel.

## Beruflicher Werdegang
Ihre berufliche Laufbahn als Richterin begann Gisela Harbeck am 31. August 1967 als Richterin auf Probe am Sozialgericht Hamburg. Ab dem 10. Juni 1980 war sie dort Richterin.
Am 28. Juli 1995 wurde sie an das Bundessozialgericht berufen. Ab 1996 war sie Berufsrichterin im XII. Senat. Dort wurden unter anderem Verfahren zur Versicherungspflicht, Versicherungsfreiheit und Beitragspflicht in der Kranken-, Pflege-, Renten- und Arbeitslosenversicherung verhandelt.
Ab dem Geschäftsjahr 1998/1999 wurde sie außerdem in den Gemeinsamen Senat der obersten Gerichtshöfe des Bundes entsandt.
2002 ging Gisela Harbeck in den Ruhestand.

## Veröffentlichungen
- Sozialversicherung in Deutschland: soziale Sicherheit für Schweizer Bürgerinnen und Bürger bei oder nach Erwerbstätigkeit in Deutschland. 2005, ISBN 3-905718-00-6.